# Вулиця Дивізійна (Львів)
Вулиця Дивізійна — вулиця в Шевченківському районі міста Львова, у місцевості Клепарів. Пролягає від вулиці Анатолія Петрицького (в деяких джерелах — від кінцевої частини вулиці Білоруської) до вулиці Холмської (на деяких мапах вулиця пролягає до вулиці Павла Чубинського, що не відповідає інформації на адресних табличках).
Прилучаються вулиці Холмська та Павла Чубинського.

## Історія
Вулиця виникла на початку XX століття, не пізніше 1931 року отримала офіційну назву Галлера, на честь польського політичного і військового діяча Юзефа Галлера. Сучасну назву вулиця має з 1933 року, під час німецької окупації Львова, з 1943 по липень 1944 року називалася Дівізіонґассе.
Забудована конструктивістськими будинками 1930-х років та сучасними приватними садибами.